# La Manica
Il canale della Manica (in inglese: English Channel o Channel, in francese: la Manche, in bretone: Mor Breizh, in cornico Mor Bretannek, in guernesiais: Ch'nal, in jèrriais Ch'na), o più semplicemente la Manica, è un canale naturale che separa l'isola della Gran Bretagna dall'Europa continentale e collega il Mare del Nord all'Oceano Atlantico.

## Descrizione

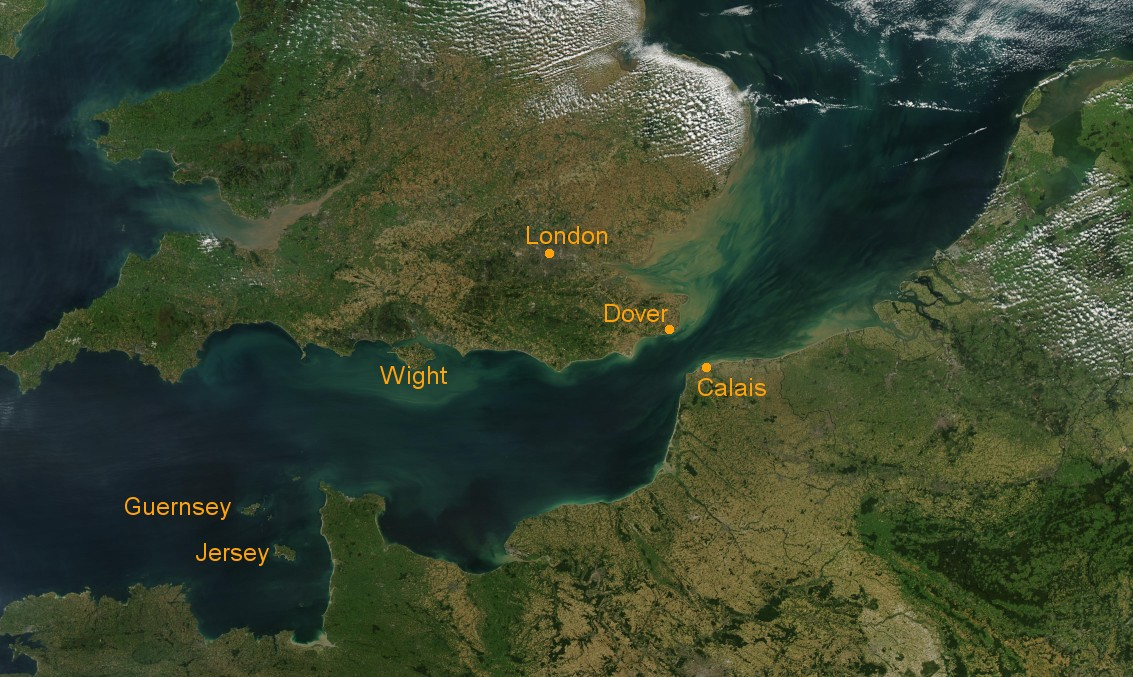
Immagine satellitare del canale della Manica

È lungo circa 560 km e la sua larghezza varia da un massimo di 240 a un minimo di 34 km allo stretto di Dover, che separa la città omonima, nella contea inglese del Kent, da Cap Gris-Nez, nel comune francese di Audinghen (dipartimento del Passo di Calais).
Le isole del Canale che si trovano nella Manica, vicine al lato francese sono l'isola di Ouessant segna il limite occidentale della Manica. Il dipartimento francese della Manica, che comprende la penisola di Cotentin, che si sporge nel canale, prende il nome dal tratto di mare circostante.

## Importanza storica
La Manica è stata un'importantissima difesa naturale da attacchi nemici per la Gran Bretagna. Fatto che viene riferito da William Shakespeare nel Riccardo II.
(William Shakespeare, Riccardo II Atto II, Scena I)
La Manica ha permesso ai britannici di intervenire nei conflitti europei, ma raramente di essere minacciati pericolosamente. Cionondimeno, la Manica è stata scena di molte invasioni (o tentate invasioni), tra cui la Conquista normanna (1066), l'Armada spagnola (1588), e lo Sbarco in Normandia (1944), e di molte battaglie navali, tra cui quella di Portland (1653), quella di La Hougue (1692) e il confronto tra la USS Kearsarge e la CSS Alabama (1864).
Comunque, la Manica è servita anche come punto di collegamento per la condivisione di culture e strutture politiche, dalla società celtica pre-romana, alla cultura della Roma Imperiale, dalla fondazione della Bretagna da parte di coloni provenienti dalla Gran Bretagna, allo stato anglo-normanno.

### Commercio e porti principali
I commerci attraverso la Manica sono stati un importante fattore per le società su entrambe le sponde del canale sin dai tempi preistorici, e diversi porti importanti si sono sviluppati in Inghilterra ed in Francia.

#### Francia
- Caen
- Calais
- Cherbourg
- Dunkerque
- Le Havre
- Saint-Malo

#### Regno Unito
- Dover
- Plymouth
- Poole
- Portsmouth
- Southampton

#### Isole del Canale
- Saint Helier
- Saint Peter Port

In aggiunta all'alto livello di traffico tra le sponde della Manica, esiste un traffico significativo che l'attraversa, collegando le economie dell'Europa settentrionale al resto del mondo. Combinato assieme, questo traffico marittimo rende la Manica una delle rotte marine più affollate del mondo, responsabile di una grande fetta del commercio marittimo mondiale (alcune fonti dicono addirittura un quarto). Dal 1994, inoltre, è attivo il tunnel ferroviario sottomarino della Manica, che collega le due sponde, nel quale transitano servizi ferroviari merci e passeggeri.
I luoghi di villeggiatura sulla Manica, come Brighton e Deauville, inaugurarono un'era di turismo aristocratico all'inizio del XIX secolo, che si sviluppò nel democratico turismo marittimo che ha dato forma alle località di villeggiatura in riva al mare di tutto il mondo.
Nel febbraio 1942 l'ammiraglio tedesco Otto Ciliax attraversò la Manica con le navi di battaglia Scharnhorst e Gneisenau, cosa fino ad allora ritenuta impossibile per via dei radar, aerei e altri mezzi di spionaggio tenuti sulle due sponde del canale.

## Attraversamenti storici della Manica
Circa nel 56 a.C., Gaio Giulio Cesare manda il giovane Publio Licinio Crasso ad esplorare le coste della Britannia. Nel 55 a.C., deciso ad invadere l'isola, Cesare parte con ottanta navi e due legioni per sbarcare nei pressi di Dover.
Il 28 settembre 1066 Guglielmo I "Il Conquistatore" salpò da Saint-Valery-sur-Somme (Francia), arrivando il 29 settembre nella baia di Pevensey, nel Sussex. Da qui si diresse al borgo di Hastings, dove, con una celebre battaglia che ebbe luogo il 14 ottobre, iniziò la sua campagna di conquista che lo porterà, il successivo 25 dicembre, ad essere incoronato re d'Inghilterra.
Nel luglio del 1588 l'Invincibile Armata di Filippo II d'Asburgo (re di Spagna) viene sconfitta dall'esigua flotta inglese di Elisabetta I e da numerosi piccoli mercantili olandesi, suoi alleati.
Il 7 gennaio 1785 il francese Jean-Pierre Blanchard e l'americano John Jeffries viaggiarono da Dover a Calais su un pallone aerostatico, divenendo i primi ad attraversare la Manica per via aerea.
Molti sostengono che la prima persona ad attraversare la Manica a nuoto sia stato il marinaio britannico Matthew Webb nel 1875, ma la FIN e il CONI avvalorano invece la tesi che il primo attraversatore della manica a nuoto sia stato l'italiano Giovan Maria Salati, soldato napoleonico prigioniero degli inglesi, nel 1817.
Nel 1909 Louis Blériot dalla Francia fu la prima persona a volare sopra la Manica con un aeroplano.
Geltrude Ederle fu la prima donna ad attraversare a nuoto la Manica. L'impresa risale al 6 agosto 1926. Nel 1974, invece, Abla Khairy divenne la più giovane a compiere la traversata a nuoto all'età di 13 anni.
Nel 1979 un aeroplano di soli 35 chili chiamato Gossamer Albatross vinse il Premio Kremer (100000 £) per essere stato il primo velivolo a propulsione umana ad attraversare la Manica. Il pilota, Bryan Allen, pedalò 3 ore per portare a termine l'impresa.
Il 31 luglio 2004 il paracadutista austriaco Felix Baumgartner, indossando delle ali in carbonio ipertecnologiche, saltò da un aeroplano da un'altezza di 9 150 metri sopra Dover, attraversò in caduta libera la Manica ed aprì il paracadute sopra Calais.
Il 26 settembre 2008 l'aviatore svizzero Yves Rossy ha attraversato la Manica in poco più di 9 minuti grazie ad un wingpack.
Il 4 agosto 2019 l'inventore e pilota francese Franky Zapata ha attraversato la Manica in volo su una flyboard, una minuscola tavola a turboreazione da lui concepita. La traversata, partita da Sangatte, vicino a Calais, e conclusa a St. Margaret, presso Dover, è durata circa venti minuti e si è svolta alla velocità di 140 km/h e ad un'altezza di 15-20 metri dall'acqua.